# David Harvey
Pour les articles homonymes, voir David Harvey (homonymie) et Harvey.
David W. Harvey, né le 31 octobre 1935, est un géographe économiste marxiste hétérodoxe britannique, professeur émérite d'anthropologie et de géographie au Graduate Center de la City University of New York (CUNY), précédemment à la London School of Economics. Il a obtenu son doctorat en géographie de l'Université de Cambridge en 1961. Harvey a écrit de nombreux livres et essais qui ont joué un rôle important dans le développement de la géographie moderne en tant que discipline.
Fortement influencé par les pensées de Karl Marx, Friedrich Engels et Walter Benjamin, il est partisan de l'idée du droit à la ville qu'il emprunte à l'universitaire français Henri Lefebvre.
En 2007, Harvey a été classé au 18e rang des auteurs de livres en sciences humaines et sociales les plus cités cette année-là, d'après le décompte des citations de revues universitaires dans la base de données Thomson Reuters ISI.

## Formation
Harvey a fréquenté la Gillingham Grammar School for Boys et le St John's College de Cambridge (pour ses études de premier cycle et de troisième cycle). Les premiers travaux de Harvey, à commencer par son doctorat (sur la production de houblon dans le Kent du XIXe siècle), s'inscrivent dans la tradition d'enquête régionale et historique largement utilisée à Cambridge et en Grande-Bretagne à l'époque. Bien qu’il se détache de cette approche au début des années 1970, il conservera par la suite une méthode de recherche très ancrée dans l'enquête historique.

## Trajectoire académique et œuvre
Au milieu des années 1960, Harvey a suivi les tendances de ses contemporains en sciences sociales en utilisant des méthodes quantitatives, contribuant à faire de la géographie une science spatiale et à l'ancrer dans une démarche positiviste qui contraste avec la tradition académique britannique en place à Cambridge.
Il devient ensuite maître de conférences à l’université de Bristol où il s’associe au mouvement quantitatif en géographie. Il s’intéresse alors aux rôles des théories, des hypothèses et de l’usage des mathématiques en géographie. Sous l’influence de son contemporain Richard Chorley, l’un des acteurs du basculement vers le paradigme quantitatif en géographie, et de Peter Hagget, avec qui il collaborera étroitement au début de sa carrière, il publie en 1969 Explication en Géographie, qui deviendra vite un texte de référence dans la méthodologie et la philosophie de la géographie, appliquant des principes tirés de la philosophie des sciences en général au domaine des connaissances géographiques.

### Les années 1970: de la géographie positiviste à la géographie urbaine
Pourtant alors qu’il a marqué le tournant quantitatif de sa discipline, Harvey s’en éloigne rapidement après la publication de l’ouvrage pour se concentrer sur sa volonté de poursuivre en l’actualisant la « critique de l’économie politique » de Marx, et notamment en plaçant l'espace au cœur du raisonnement.
Harvey s'installe aux États-Unis pour devenir professeur associé en géographie à l’université Johns-Hopkins de Baltimore. Il s'est positionné de manière centrale dans la discipline émergente de la géographie radicale et marxiste.
Il se confronte alors à l'injustice, au racisme et à l'exploitation économique dans les quartiers défavorisés de Baltimore, particulièrement virulents dans les États-Unis des années 1970. Cela l’amènera à adopter un positionnement militant, plaidant en 1972 dans un célèbre essai sur la formation des ghettos, pour la création d'une "théorie révolutionnaire", théorie "validée par la pratique révolutionnaire".
Il devient l'un des premiers contributeurs de la revue Antipode créée à l'Université Clark, une référence chez les intellectuels de gauche de l'époque et contribue aux réunions de l'Association des géographes américains de Boston en 1971 qui marquent un tournant, Harvey et d'autres ayant perturbé l'approche traditionnelle de leurs pairs. L'un des sous-domaines les plus importants touchés par l'essor de la géographie marxiste est la géographie urbaine . Harvey s'est imposé comme le leader de cette approche avec la publication de Social Justice and the City (1973). Harvey y affirme notamment que la géographie ne pouvait pas rester «objective» face à la pauvreté urbaine et aux maux associés. Il apporte une contribution significative à la théorie marxienne en faisant valoir que le capitalisme "anéantit l'espace" pour assurer sa propre reproduction.

### Les années 1980: consolidation de la géographie marxiste
Harvey s'attachera par la suite à continuer le développement  du matérialisme dialectique, avec notamment l'ouvrage théorique sophistiqué Limites du capital (1982), qui reprend le Capital de Karl Marx en reconfigurant le raisonnement autour de l'analyse des dynamiques et logiques spatiales du capitalisme, en ce qui concerne le fonctionnement de l'argent et de la finances, et le «moment spatial» dans le déroulement des formations de crise capitaliste. Il y théorise notamment le processus de déplacement et d’expansion géographique du capital (le "spatial fix") comme solution aux crises de surproduction du capitalisme.

### Les années 1990: Critique matérialiste du postmodernisme
À la fin des années 1980, il retourne en Angleterre, à Oxford, où il publie, en 1989, The Condition of Postmodernity, une analyse critique de la montée du postmodernisme. The Condition of Postmodernity (1989), écrit alors qu'il était professeur à Oxford, devient rapidement un best-seller (le quotidien The Independent l'a nommé comme l'une des cinquante œuvres de non-fiction les plus importantes à être publiées depuis 1945, et il est cité plus de 36000 fois en 2020). Il s'agit d'une critique matérialiste des idées et des arguments postmodernes, suggérant qu'ils émergent en réalité de contradictions au sein du capitalisme lui-même. Justice, Nature and the Geography of Difference(1996) se concentre sur la justice sociale et environnementale.

### Les années 2000: Ouvrages grand public et lectures du Capital
Spaces of Hope (2000) porte sur une thématique utopique et se livre à une réflexion spéculative sur l’émergence d'un monde alternatif.
Paris, Capital of Modernity (2003), qui porte sur Paris sous le Second Empire et les événements autour de la Commune de Paris, est sans aucun doute son œuvre historico-géographique la plus élaborée. Les débuts des interventions militaire américaine en Afghanistan en 2001, le pousse à émettre dans The New Imperialism (2003) une critique fulgurante de l’ascension des néoconservateurs dans l'administration américaine sous la présidence de George W. Bush, qu'il accuse de soutenir la guerre en Afghanistan puis en Irak pour détourner l'attention du problème d'une économie domestique en berne.
Dans A Brief History of Neoliberalism (2005), il fournit un examen historique de la théorie et des pratiques divergentes du néolibéralisme depuis le milieu des années 1970. Ce travail conceptualise l'économie politique mondiale néolibéralisée comme un système qui profite à une très faible minorité au détriment d'une très grande majorité, et qui a abouti à la (re)création d'une distinction de classe à travers ce que Harvey appelle l'« accumulation par dépossession. » Son livre The Enigma of Capital (2010) présente une vision à long terme de la crise économique contemporaine. Harvey explique comment le capitalisme a fini par dominer le monde et pourquoi il a entraîné la crise financière. Il décrit que l'essence du capitalisme est son amoralité et son non-droit et que de parler d'un capitalisme éthique réglementé, c'est commettre une erreur fondamentale.
Harvey est revenu d' Oxford à Johns Hopkins en 1993, mais a passé plus de temps ailleurs en tant que conférencier et professeur visiteur, notamment en tant que salarié 'Miliband Fellow' à la London School of Economics à la fin des années 1990. Il ne tarde pas à retourner aux États-Unis, à Baltimore en 1993, puis à l’université de la ville de New York. Depuis, il continue ses travaux, notamment sur l'intérêt et la pertinence du marxisme au XXIe siècle. Il accepte un poste de professeur émérite à la City University de New York en 2001 dans son département d'anthropologie.

## Reconnaissance et Engagements
Bien que son travail sur l'épistémologie géographique quantitative soit reconnu par l'ensemble de la discipline, les travaux marxistes de Harvey ont longtemps été peu reconnus au sein de la géographie, et plus étonnant encore au sein du courant marxiste universitaire. Il faudra attendre le milieu des années 2000 pour qu’il soit adopté par les penseurs qui se réclament du matérialisme historique, notamment sous l’impulsion de Antonio Negri et de ses propres étudiants. 
Il a passé la majeure partie de sa carrière universitaire dans le monde anglo-saxon, avec de brefs séjours en France et une série de nominations de visiteurs étrangers (actuellement en tant que professeur consultatif par intérim à l'Université Tongji de Shanghai). Il a supervisé de nombreux doctorants. Plusieurs d'entre eux, tels que Neil Smith, Richard Walker, Erik Swyngedouw, Michael Johns, Maarten Hajer, Patrick Bond, Melissa Wright et Greg Ruiters ont eu de brillantes carrières universitaires. En 2013, Harvey a été invité par la République de l'Équateur à aider à la création du Centre stratégique national pour le droit au territoire (CENEDET)  qu'il a dirigé avec l'urbaniste Miguel Robles-Durán jusqu'à sa fermeture forcée en 2017. 

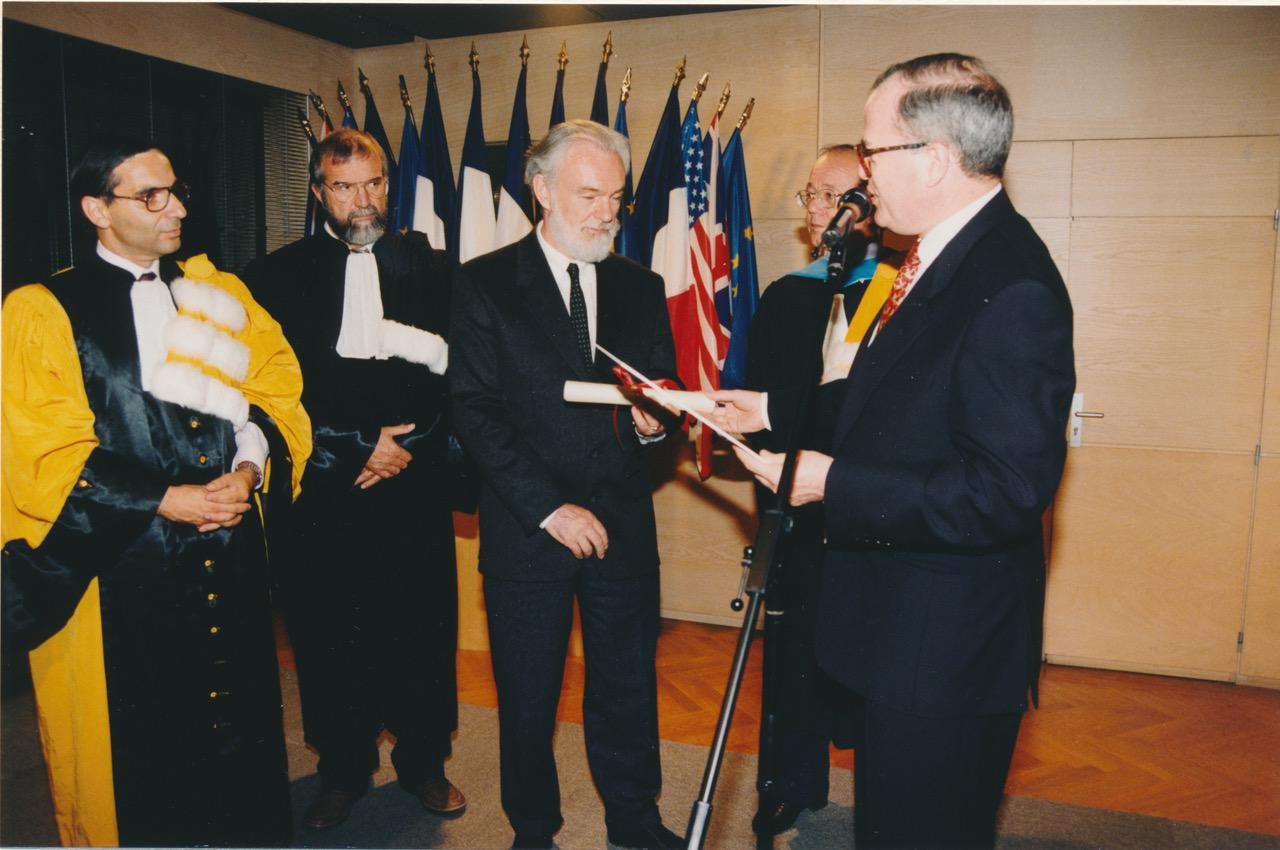
David Harvey, lauréat du prix Vautrin-Lud en 1995.

Deux constantes dans la vie et le travail de Harvey ont été ses enseignements sur le Capital de Marx  et son soutien à l'activisme étudiant et aux mouvements communautaires et syndicaux (notamment à Baltimore). Ses cours sur le Capital ont été publiés sur YouTube, ce qui lui a permis d'engranger une certaine popularité et qui aboutiront à deux livres d'accompagnement pour la lecture des volumes I et II du Capital de Marx.
David Harvey est largement reconnu comme un théoricien fondateur en géographie urbaine. Les livres de Harvey ont été traduits dans de nombreuses langues. Il est détenteur de doctorats honorifiques de Roskilde (Danemark), de Buenos Aires (Argentine), de la Faculté des sciences sociales de l'Université d'Uppsala  (Suède), de l'Ohio State University (États-Unis), de l'Université de Lund (Suède) et de l'Université du Kent (Royaume-Uni) . Il a notamment reçu la médaille d'or Anders Retzius de la Société suédoise d'anthropologie et de géographie, la médaille de mécène de la Royal Geographical Society et le prix international Vautrin Lud en géographie (France). Il a été nommé membre de la British Academy en 1998 et a été élu à l' American Academy of Arts and Sciences en 2007.

## Carrière
- 1957 : Licence en arts (Bachelor of Art) avec mention, St John's College, Royaume-Uni
- 1961 : Doctorat en géographie (Ph.D.), St John's College (Cambridge), Royaume-Uni
- 1960-1961 : Chercheur post-doctoral, université d'Uppsala, Suède
- 1961-1969 : Maître de conférences en géographie, Université de Bristol, Royaume-Uni
- 1969-1973 : Professeur associé, département de géographie et d'ingénierie environnementale, Université Johns-Hopkins, Maryland (États-Unis)
- 1973-1987, 1993-2001 : Professeur, département de géographie et d'ingénierie environnementale, Université Johns-Hopkins, Maryland (États-Unis).
- 1987-1993 : professeur de géographie, Université d'Oxford, Royaume-Uni.
- 2001-présent : professeur émérite, département d'anthropologie, Université de la ville de New York, New York (États-Unis).

### Publications en langue anglaise
- Explanation in Geography (1969)
- Social Justice and the City (1973)
- The Limits to Capital (1982)
- The Urbanization of Capital (1985)
- Consciousness and the Urban Experience (1985)
- The Condition of Postmodernity: An Enquiry into the Origins of Cultural Change (1989)
- The Urban Experience (1989)
- Teresa Hayter, David Harvey (eds.) (1994) The Factory and the City: The Story of the Cowley Automobile Workers in Oxford. Thomson Learning
- Justice, Nature and the Geography of Difference (1996)
- Megacities Lecture 4: Possible Urban Worlds, Twynstra Gudde Management Consultants, Amersfoort, The Netherlands, (2000)
- Spaces of Hope (2000)
- Spaces of Capital: Towards a Critical Geography (2001)
- The New Imperialism (2003)
- Paris, Capital of Modernity (2003)
- A Brief History of Neoliberalism (2005)
- Spaces of Global Capitalism: Towards a Theory of Uneven Geographical Development (2006)
- The Limits to Capital New Edition (2006)
- The Communist Manifesto- New Introduction Pluto Press (2008)
- Cosmopolitanism and the Geographies of Freedom (2009)
- Social Justice and the City: Revised Edition (2009)
- A Companion to Marx's Capital (2010)
- The Enigma of Capital and the Crises of Capitalism (2010 Profile Books)
- Rebel Cities: From the Right to the City to the Urban Revolution (2012)
- A Companion to Marx's Capital, Volume 2 (2013)
- Seventeen Contradictions and the End of Capitalism (2014)
- The Ways of the World (2016)
- Marx, Capital and the Madness of Economic Reason (2017)

### Publications en langue française
- Géographie de la domination, Paris, Les prairies ordinaires, 2008, 118 p. (ISBN 978-2-35096-021-0)
- Géographie et capital : Vers un matérialisme historico-géographique  (trad. de l'anglais), Paris, Syllepse, 2010, 280 p. (ISBN 978-2-84950-279-2)
- Le nouvel impérialisme [« The New Imperialism »]  (trad. de l'anglais), Paris, Les prairies ordinaires, 2010, 241 p. (ISBN 978-2-84950-279-2)
- Le capitalisme contre le droit à la ville : Néolibéralisme, urbanisation, résistances  (trad. de l'anglais), Paris, Amsterdam, 2011, 93 p. (ISBN 978-2-35480-095-6)
- Paris, capitale de la modernité [« Paris, Capital of Modernity »], Paris, Les prairies ordinaires, 2011, 530 p. (ISBN 978-2-35096-051-7)
- Pour lire Le Capital [« A Companion to Marx's Capital »], Paris, La ville brûle, 2012, 366 p. (ISBN 978-2-35096-051-7)
- Brève histoire du néolibéralisme [« A Brief History of Neoliberalism »]  (trad. de l'anglais), Paris, Les Prairies ordinaires, 2014, 320 p. (ISBN 978-2-35096-088-3)
- Villes rebelles. Du droit à la ville à la révolution urbaine [« Rebel Cities: From the Right to the City to the Urban Revolution »], trad. de Odile Demange, Paris, Éditions Buchet/Chastel, 2015, 304 p.  (ISBN 978-2-283-02751-6)
- Les limites du capital [« The Limits to Capital »]  (trad. de l'anglais), Paris, Amsterdam, 2020, 640 p. (ISBN 978-2-354-80199-1)

### Autres articles, publications et conférences
- Subvertir la question des communs, revue Période, octobre 2016.
- David Harvey lit Le Capital de Karl Marx (en)
- Entretien avec David Harvey pour Theory Talks (en)
- Entretien avec David Harvey sur "Justice territoriale, épanouissement humain et stratégies géographiques de libération" pour Justice spatiale | Spatial Justice
- Entretien avec le géographe marxiste David Harvey sur le G20, la crise financière et le néolibéralisme pour Democracy Now(en)
- Compte-rendu d'une conférence de David Harvey donnée le 21 octobre 2010 à l'Ecole d'architecture de Belleville